# Aldeagallega
Aldeagallega es una entidad de población española del municipio de Miranda de Azán, perteneciente a la provincia de Salamanca, en la comunidad autónoma de Castilla y León.

## Toponimia
El lugar puede aparecer referido como «Aldeagallega» y «Aldea Gallega».

## Historia
Hacia mediados del siglo XIX, el lugar, una alquería ya por entonces perteneciente a Miranda de Azán, tenía contabilizada una población de seis habitantes. Aparece descrito en el primer volumen del Diccionario geográfico-estadístico-histórico de España y sus posesiones de Ultramar de Pascual Madoz con las siguientes palabras:

ALDEA GALLEGA: alq. agregada en lo civil al ayunt. de Miranda de Azan (V.), y en lo ecl. á la parr. de Santo Tomé de Rozados, en la prov., part. jud. y á 2 leg. S. de Salamanca: es térm. redondo, perteneciente al vínculo que fundó D. Juan Ramajo de Rivera, á escepcion de unas 100 huebras que de las 1,602 de que se compone, fueron del beneficio de Sto. Tomé de Rozados; ocupa 3/4 leg. de E. á O., 1/2 de N. á S. y 2 de circunferencia, y linda al E con Miranda de Azan, O. Turra, N. Porquerizos y S. con la Varga, confrontando tambien entre O. y S. con Sto. Tomé, y entre O. y N. con Otero de Vaciadores: todo el terreno es de secano, y se labra á tres hojas; las tierras de labor se dividen en tres clases, en dos los prados y valles que ocupan mas de 100 huebras, y ademas hay otras 100 de tierra inútil. El arroyo Zurguen pasa al E., y no lejos de esta alq.: prod: trigo, centeno, cebada, garrobas, garbanzos, ganado lanar churro, vacuno, y de cerda: pobl.: 1 vec. 6 hab.
(Madoz, 1845, p. 497)

En 2023, la entidad singular de población tenía empadronados seis habitantes.